# Datura ferox
Datura ferox es una planta herbácea de la familia de las Solanáceas. Se la llama cardo cuco, chamico en los países andinos, y toloache en México.

## Descripción
Tiene hojas alternas a subopuestas, ovadas, de ápice agudo, enteras en el margen, glaucas; nervadura central y laterales bien visibles; pecíolo de 1/6 del largo de la lámina. Su hipocótilo es largo. Anual, no supera un metro de altura, sus hojas y tallo despiden un olor desagradable. sus flores son alargadas y en la mayoría de las especies de color blanco. Sus frutos son cápsulas espinosas del tamaño de una pelota de golf, que contienen numerosas semillas; germinan con las primeras lluvias veraniegas.

## Taxonomía
Datura ferox fue descrita por Linneo y publicado en Amoenitates Academici . . ., vol. 3, p. 403, en el año 1756.
Etimología
Datura: nombre genérico que  proviene del hindi dhatūrā (“manzana espinosa”) por el aspecto de los frutos, latinizado. El nombre se utilizaba ya en sánscrito.
ferox: epíteto latino, de fĕrox, -ōcis, derivado de fĕrus, -a, -um que significa feroz, agudo (en el sentido de “espinoso”); pero también salvaje (en el sentido de “no cultivado”).
Sinonimia
- Datura laevis Bertol.[4]

## Importancia económica y cultural
En el sitio arqueológico de Guitián en el Valle Calchaquí Norte en la provincia de Salta en Argentina, se han encontrado semillas de Datura ferox en un contexto ritual del periodo Inca. Las hojas se han utilizado con fines psicoactivos en infusión o fumándolas.

### Psicoactividad
Tiene propiedades psicoactivas extraordinarias, es una planta asociada con la magia y la brujería. La medicina la sigue utilizando como planta medicinal. Estos alcaloides derivados del tropano: atropina, hiosciamina, escopolamina, y sus respectivos isómeros, son muy tóxicos. Los mismos se utilizan en terapéutica bajo prescripción médica obligatoria. La atropina como antiespasmódico visceral (1 mg/dosis), como broncodilatador, como astringente, como acelerador de la frecuencia cardíaca y otros usos. Un empleo clásico de la atropina es en la enfermedad de Parkinson donde rinde resultados buenos en manos experimentadas, para evitar efectos tóxicos. La hiosciamina es un buen antiespasmódico. El butil bromuro de hioscina se conoce como Buscapina(R). La escopolamina, denominada también la "droga de la verdad" actúa como analgésico y anestésico y en dosis inseguras como alucinógeno.

## Nombres comunes
- español: cardo cuco, cerón de la vega, estramonio de la China,[8] chamico, datura, toloache, yerba del diablo, trompeta de ángel.